# Pont Putte Savate de Châlons-sur-Marne
Le Pont Putte Savate est situé à Châlons-en-Champagne, il passe au-dessus du Mau. Son nom évoque l'ancien nom de la rue Croix-des-Teinturiers sur laquelle il est situé, nom qui fut changé en 1823. Alors en bois, il fut rebâtit en pierre au début du XIXe siècle. L'appellation Putte Savate date du Moyen Âge, à l'époque où les tanneurs exerçaient leur activité « puante » (putte en ancien français). Depuis la couverture du Mau en 1882 pour la construction du Marché couvert de Châlons-en-Champagne, seule une face est visible.

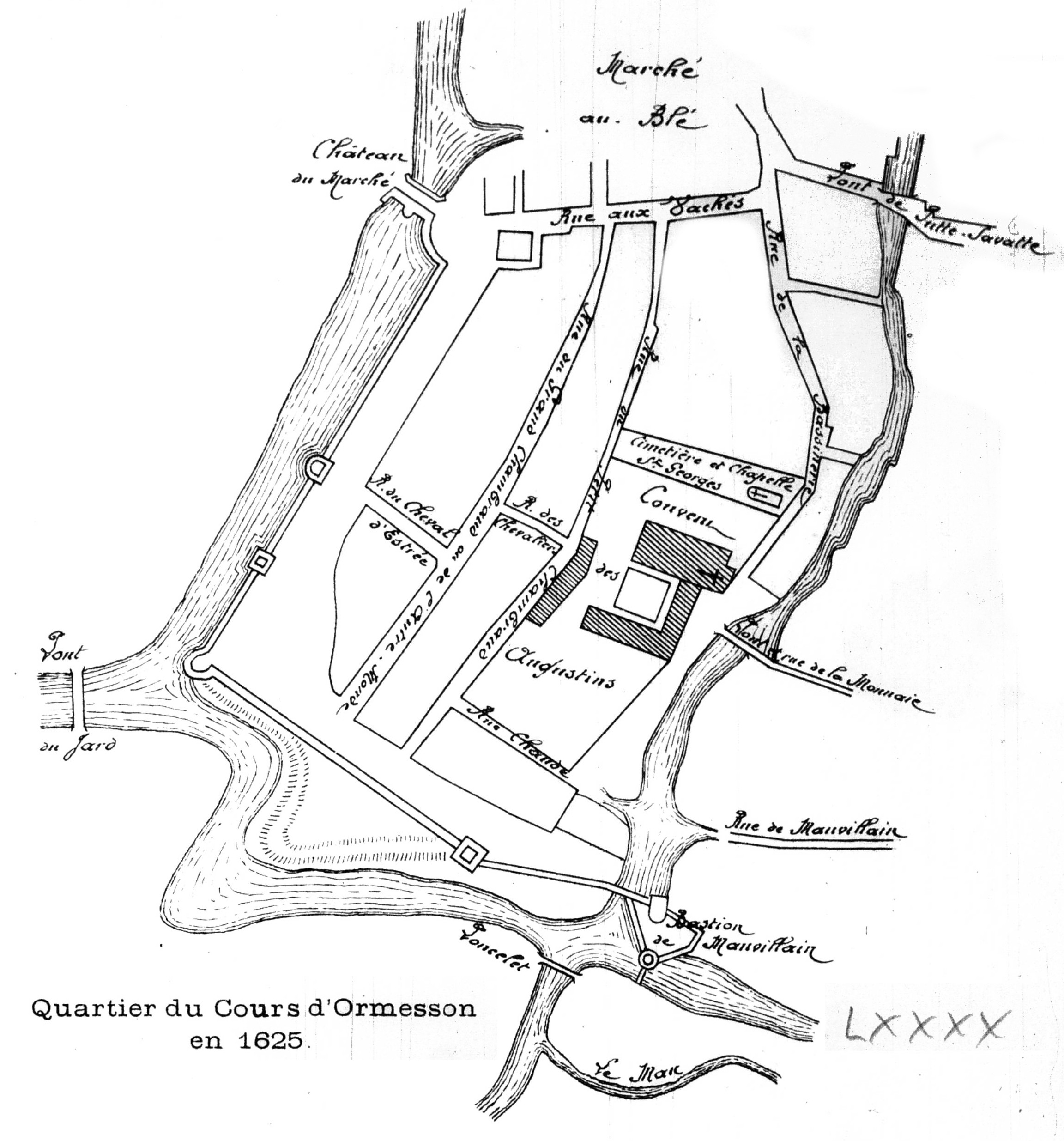
Dans le coin supérieur droit d'un plan de 1625.

C'est à ce pont que l'on noyait les couperons.